# San Giuseppe col Bambino e i santi Caterina d'Alessandria e Francesco di Sales
San Giuseppe col Bambino tra i santi Caterina d'Alessandria e Francesco di Sales è un dipinto a olio su tela, realizzato nel 1894, dal pittore italiano Ponziano Loverini. È conservato nella seconda cappella a sinistra della basilica di Sant'Alessandro in Colonna di Bergamo dedicata a san Giuseppe.

## Storia
La tela raffigura san Giuseppe con Gesù Bambino e i santi Caterina d'Alessandria e Francesco di Sales. L'opera viene commissionata all'artista per essere posta nella seconda cappella a sinistra della basilica dove è conservata sull'altare dedicato a san Giuseppe. La cappella conserva altre due tele dell'artista: la Sacra famiglia (300x140 cm) a destra e San Francesco predica agli uccelli (300x133 cm) a sinistra.
La posizione dominante di san Giuseppe, assimilabile a quella di una Madonna in trono, ne esalta il ruolo e potrebbe essere messa in collegamento culturale con la promulgazione dell'enciclica Rerum novarum del 1891 da parte di papa Leone XIII, dedicata alla questione sociale. In essa vengono esaltati i valori legati all'artigianato di cui san Giuseppe con la sua attività di falegname costituisce un rappresentante. La presenza di santa Caterina è legata alla dedicazione a questa santa dell'altare della cappella. San Francesco di Sales rappresenta, invece, la saggezza e la profondità dottrinale della chiesa, caratteri attestati dalla sua proclamazione a dottore della Chiesa, avvenuta il 19 luglio 1877.

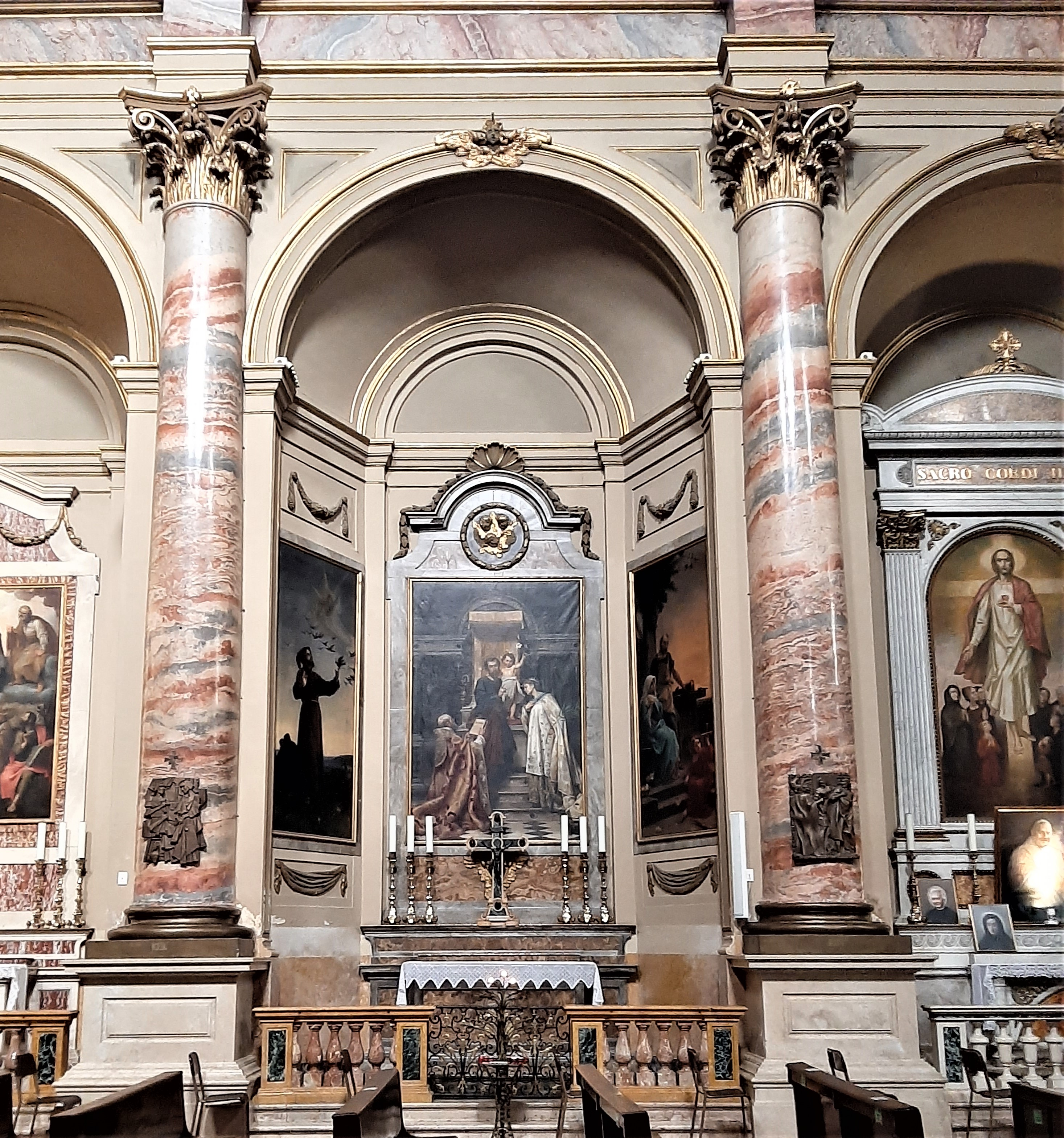
Pala d'altare di San Giuseppe con Caterina d'Alessandria e Francesco di Sales di Ponziano Loverini

## Descrizione
La composizione si sviluppa intorno a una linea sinuosa che parte da Francesco di Sales, inginocchiato in basso a sinistra, attraversa l'immagine in piedi di Caterina d'Alessandria a destra e culmina in quella centrale di san Giuseppe che, appoggiato con un'anca a un trono in pietra elegante e prezioso, sorregge con entrambe le mani il piccolo Gesù. Il bimbo è in piedi sulla seduta occupata da un cuscino in velluto rosso del trono e sventola con la mano sinistra un giglio bianco, uno degli attributi iconografici di san Giuseppe. Santa Caterina è identificabile dal frammento di ruota chiodata posta alla base destra dell’opera, mentre il San Francesco regge tra le mani e innalza verso san Giuseppe, in segno di offerta, uno dei suoi testi più famosi: Filotea. Introduzione alla vita devota, edito nel 1609.
Preziosi sono i materiali della struttura architettonica di fondo e delle stoffe degli abiti dei santi, che costituiscono un'autentica citazione storica. Il piviale infatti indossato da san Francesco di Sales è la riproduzione di quello conservato nel museo della basilica di Gandino, paese natale di Loverini, risalente senza ombra di dubbio alla seconda metà del XV secolo e appartenente a un gruppo di manufatti denominati “Paramento di San Ponziano”. Si tratta di un tessuto di elevatissima qualità, di manifattura veneziana, un velluto tagliato a due altezze e riccio su cui sono riportati ricami a riporto su imbottitura. I motivi decorativi comprendono oggetti simbolici come fiori, melagrane e foglie, mentre lungo il bordo entro edicole sono presenti figure di santi. Ugualmente, la sottoveste ricamata in oro indossata da santa Caterina d’Alessandria riproduce un identico tessuto conservato presso il museo della basilica di Gandino, appartenente a un camice da messa, risalente al XVIII secolo e sempre di manifattura veneziana.